# PREP eSPORTS
프렙 이스포츠(PREP eSPORTS)는 대한민국의 스타크래프트2 프로게임단이다.

## 개요
2021년 9월 9일 창단하였다.

## 선수 목록

### 스타크래프트 II
| 이름   | 아이디 | 종족 |
| ------ | ------ | ---- |
| 김상준 | Puzzle | 테란 |